# Валенца Градениго перед инквизицией
«Валенца Градениго перед инквизицией» (итал. Valenza Gradenigo davanti agli Inquisitori) — картина в стиле романтизма итальянского художника Франческо Айеца.
На полотне представлен сюжет анонимного франкоязычного романа «Фоскарини, или венецианский патриций» (Foscarini: ou, Le Patricien de Venise) об истории Венецианской республики, являющегося переработкой пьесы Джованни Баттиста Никколини «Антонио Фоскарини». Согласно сюжету романа, Валенца Градениго, виновная в попытке спасти своего возлюбленного, сенатора Антонио Фоскарини, осуждённого за измену, предстаёт перед венецианскими инквизиторами, одним из которых является её отец. Казнь Антонио Фоскарини по обвинению в государственной измене действительно состоялась в 1622 году, однако личность Валенцы Градениго — художественный вымысел автора романа.
Полотно написано в 1835 году и представляет собой живопись маслом на холсте размером 96×115,5 см. В настоящее время хранится в Галерее на площади Скала в Милане.